# Mucurilebias leitaoi
Mucurilebias leitaoi es una especie de pez de agua dulce, la única del género monoespecífico Mucurilebias, de la familia de los rivulines.

## Morfología
Con el cuerpo similar al resto de la familia, de muy pequeño tamaño con una longitud máxima descrita de tan solo 3 cm.

## Distribución y hábitat
Se distribuye por ríos de América del Sur, en la cuenca fluvial del río Mucurí en Brasil.
Viven en pequeños cursos de agua tropicales con una temperatura entre 22 y 26°C, de comportamiento bentopelágico y no migrador.